# Becherlein
Becherlein (Verkleinerungsform von „Becher“; vgl. auch Becher (Einheit)), auch  Verre, war ein Flüssigkeitsmaß im Schweizer Kanton Waadt.
- 1 Becherlein =  5 Kubikzoll (schweiz.) = 6 4/5 Pariser Kubikzoll =  ⅛ Liter
- 1 Pot/Immi = 1 Maß = 10 Becherlein
- 1 Broc = 1 Gelte = 100 Becherlein
- 1 Setier/Eimer = 300 Becherlein
- 1 Char/Fuder  = 4800 Becherlein